# 尤納迪拉河
尤納迪拉河（英語：Unadilla River）是紐約州紐約中央地區一條長114公里（71英里）的河流。这条河发源于紐約州米勒斯米爾斯村的东北部，往南流向紐約州西德尼村，並流入薩斯奎哈納河，最後從大西洋的乞沙比克灣出海。
河流的大部分為紐約州裡多個郡的界河，河流的東邊為奧齊戈郡，西邊為希南戈郡和麥迪遜郡。這條河流在斯坦威克斯堡條約界線中意義重大。它最初被英國政府當作印地安保留區的邊界，歐裔美國人本不應踰越這條界線，但由於美國人不滿英國政府限制他們的發展範圍，最後仍舊跨越這條邊界並侵犯了印地安人的土地。

## 上游
尤納迪拉河上游的兩條河流在尤納迪拉福克斯（奧齊戈郡和麥迪遜郡的邊界上）匯合。
- 尤納迪拉河的主要支流尤納迪拉河（同名，為分汊）從赫基默郡西南邊的米勒斯米爾斯村（英语：Millers Mills, New York）東北方開始。
- 尤納迪拉河西部支流（英语：West Branch Unadilla River）從奧奈達郡東南邊的橋水鎮（英语：Bridgewater, New York）北方幾英里開始流出[5]。這個支流在18世紀早期被稱作[6]。

## 支流
尤納迪拉河的支流從北到南依序是：
- 坎貝爾溪（英语：Campbell Brook (Unadilla River tributary)）：在倫納德斯維爾（英语：Leonardsville, New York）北方的斯卡尼阿特勒斯收費公路（英语：Skaneateles Turnpike）附近從左岸匯入
- 巴通溪：在倫納德斯維爾和西埃德梅斯頓（英语：West Edmeston, New York）中間從右岸匯入
- 河狸溪（英语：Beaver Creek (Unadilla River tributary)）：在南布魯克菲爾德和哥倫布中間從右岸匯入
- 塔萊特溪（英语：Tallette Creek）：在哥倫布附近從右岸匯入
- 中央溪（英语：Center Brook (Unadilla River)）：在新柏林從右岸匯入
- 華頓溪（英语：Wharton Creek (Unadilla River tributary)）：在新柏林從左岸匯入
- 胡桃溪（英语：Butternut Creek (Unadilla River tributary)）：在阿普頓山（英语：Mount Upton, New York）附近從左岸匯入
- 吉爾福特溪（英语：Guilford Creek）：在西德尼（英语：Sidney (village), New York）北方從右岸匯入

## 其他名稱與拼法
尤納迪拉河（英語：Unadilla）有許多不同的拼法與名稱，特別是在18世紀：
- ：奧奈達方言
- ：吉迪恩·霍利（1753）
- ：1768年蓋伊·約翰遜繪的地圖
- ：1771年蓋伊·約翰遜繪的地圖和1779年紹斯爾繪的地圖
- ：測繪總長（英語：Surveyor-General）西米恩·德·維特（英语：Simeon De Witt）約1790年繪製的地圖
- ：1768年斯坦威克斯堡條約（英语：Fort Stanwix Treaty）
- ：18世紀的常見拼法
- 薩斯昆漢諾克（英语：Susquehannock）：18世紀沃恩（英語：Vaughan）《Chorographical Map》

## 外部連結
- 上烏納迪拉谷協會 （页面存档备份，存于）